# 孝丰县
孝豐縣是浙江省湖州市安吉縣地區的一個舊縣名。其行政範圍包括今天安吉縣南部的孝豐鎮等地，舊縣城在今孝豐鎮。
明朝成化二十三年（1487年），析安吉县地置，属湖州府。正德二年（1507年），改属安吉州。在清末太平天國時期，孝豐縣是重災區，導致人口急速下降。1958年被撤消並入安吉縣。目前，原屬孝豐縣的各鄉鎮總人口約15萬，這個規模僅相當於太平天國之前的人口數。

## 知名人物
- 吳昌碩，篆刻、書畫家
- 徐康良，中华民国空军副司令